# Фёлькермаркт
Фёлькермаркт (нем. Völkermarkt, словен. Velikovec — Великовец) — город  в Австрии, в федеральной земле Каринтия. 
Входит в состав округа Фёлькермаркт.  Население составляет 11 440 человек (на 31 декабря 2005 года). Занимает площадь 137,33 км². Официальный код  —  2 08 17.

## Географическое положение
Фёлькермаркт находится на юге Австрии в 300 км к юго-западу от Вены и в 30 километрах к востоку от Клагенфурта. Город находится на востоке от Клагенфуртского котлована и к северу от Фёлькермарктского озера, через которое протекает река Драва. Средняя высота — 460 метров над уровнем моря.

## Население
Население составляет около 11 тысяч человек, доля городского населения возрастает в последние годы. В городе проживает словенская община, численность которого составляет 2,6% от общего населения. Эта община проживает севернее всего из всех словенцев Австрии.

## Политическая ситуация
Бургомистр коммуны — Фалентин Блашиц (СДПА) по результатам выборов 2003 года.
Совет представителей коммуны (нем. Gemeinderat) состоит из 31 места.
- СДПА занимает 18 мест.
- АНП занимает 7 мест.
- АПС занимает 5 мест.
- Зелёные занимают 1 место.

## Фотографии

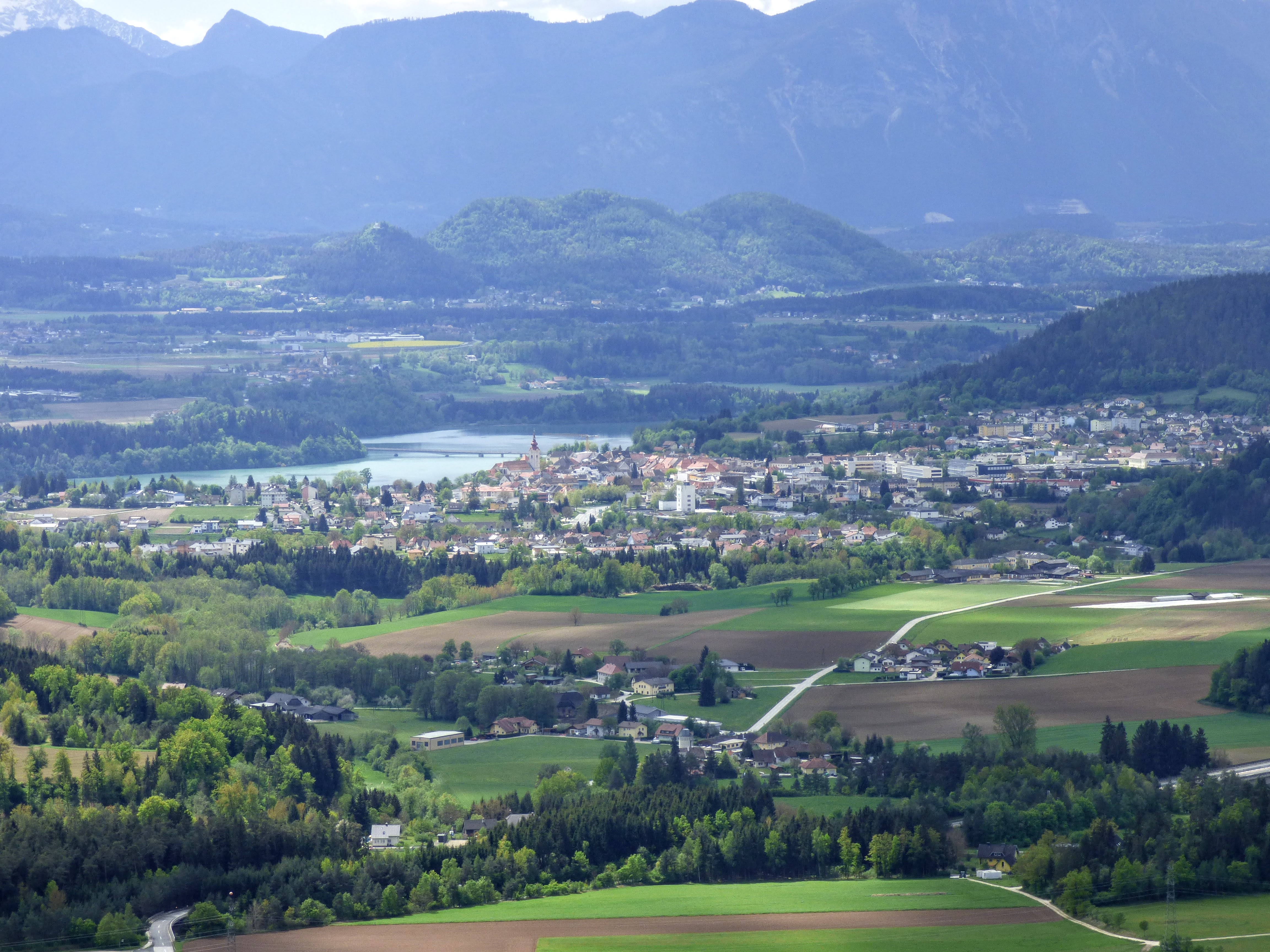
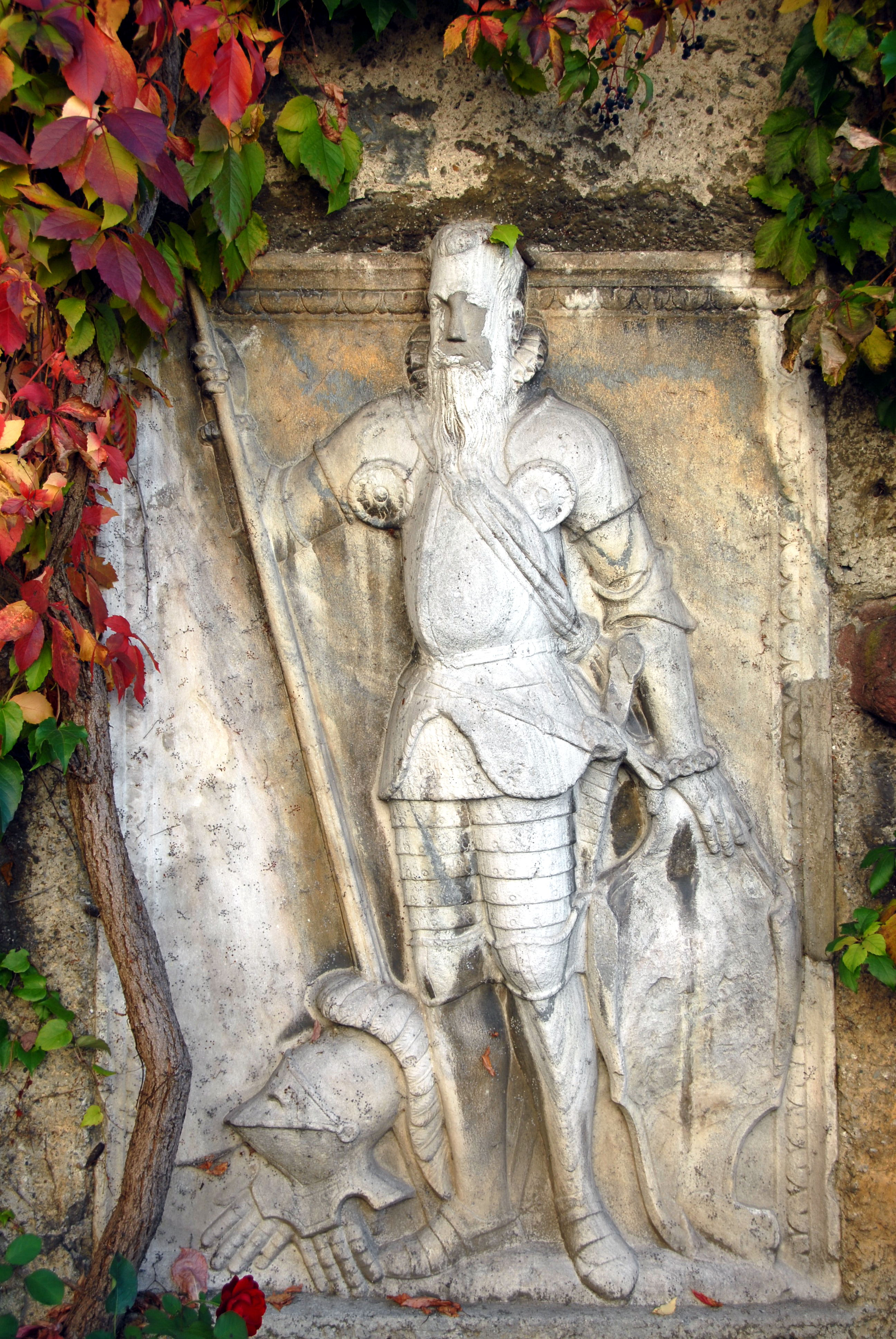
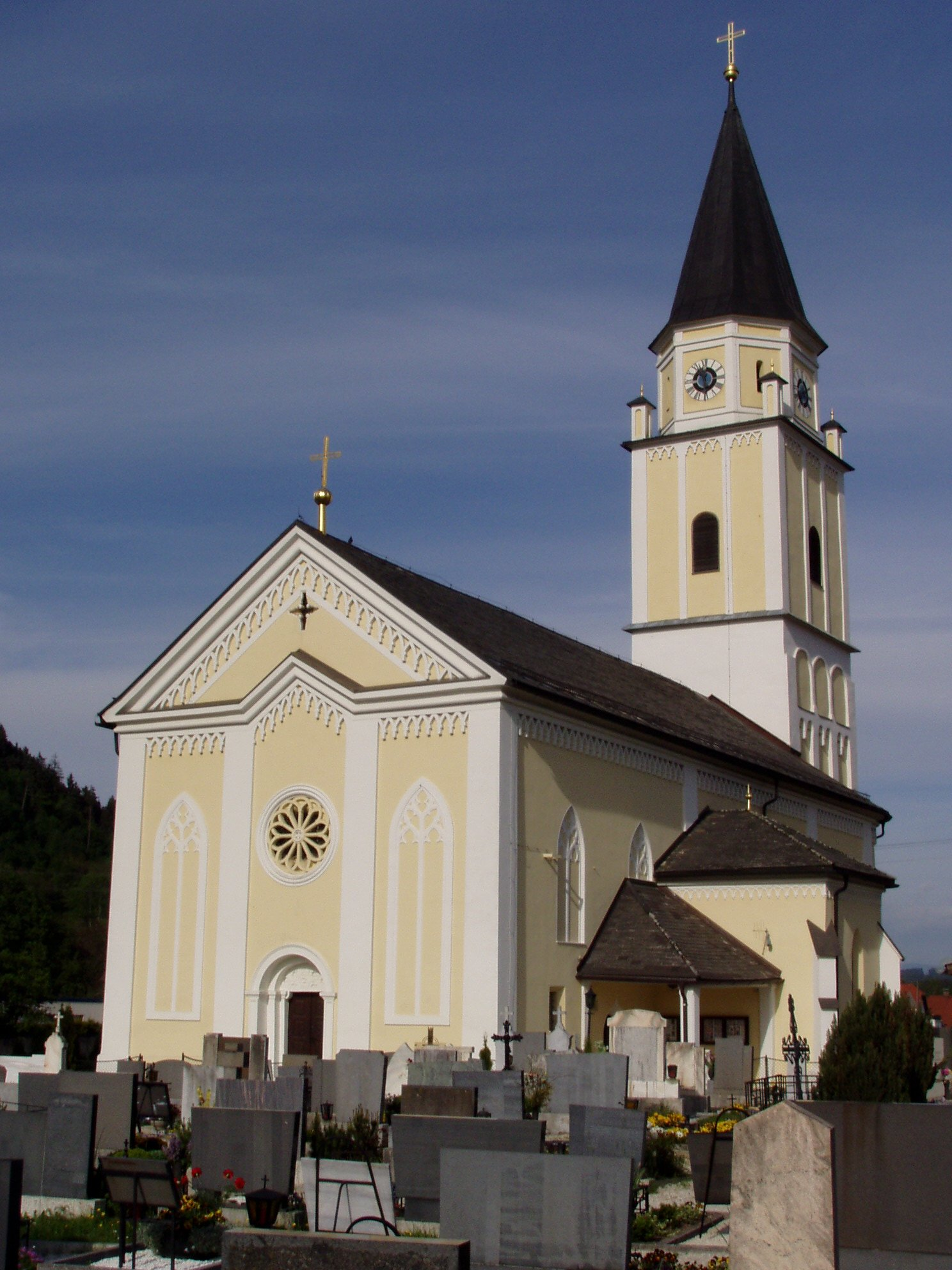
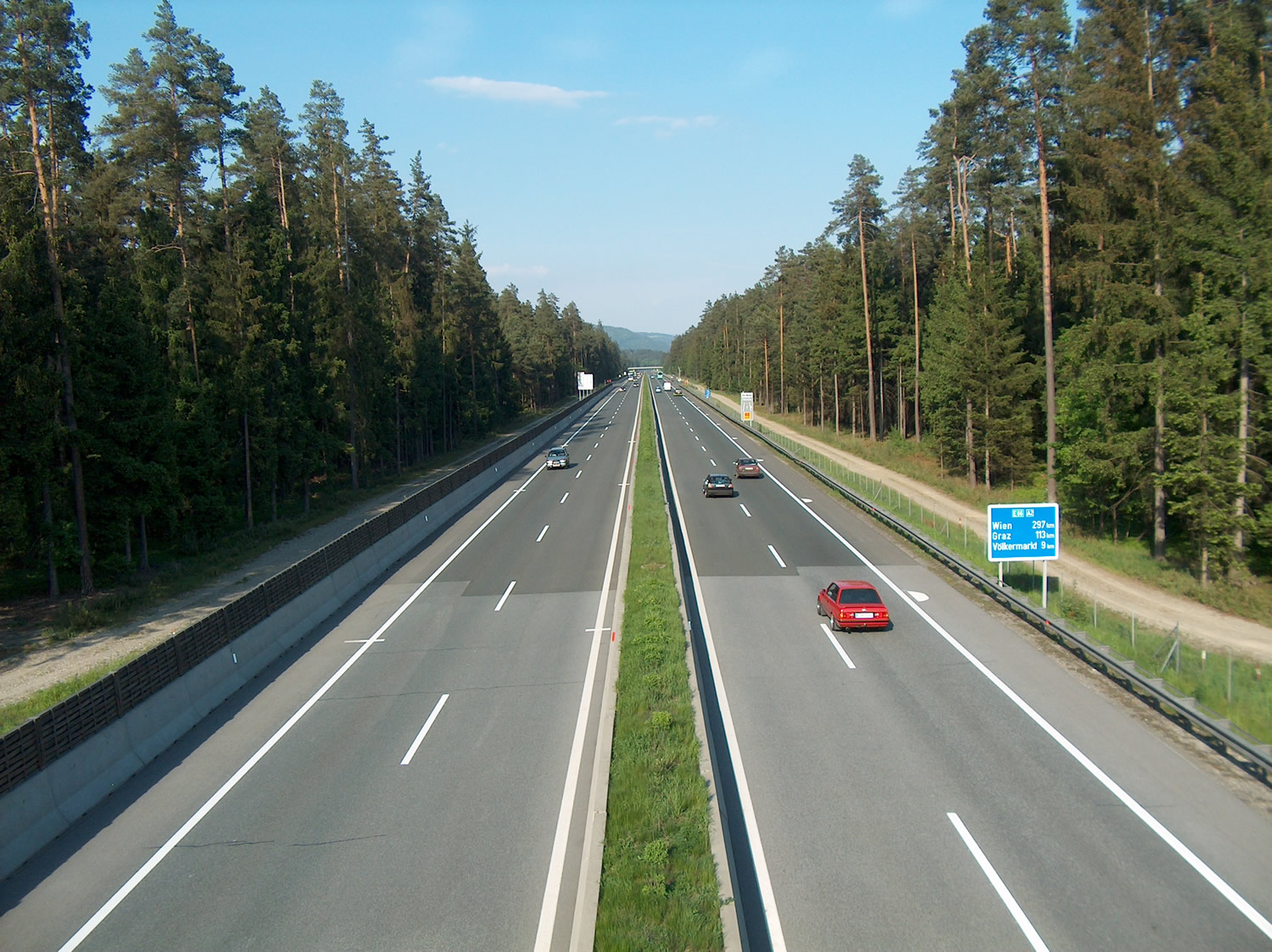